# Agnes Wolffson
Selly Agnes Wolffson (* 30. November 1849 in Hamburg; † 18. März 1936 ebenda) war eine deutsche Stifterin.

## Leben und Wirken
Agnes Wolffson war eine Tochter des Juristen Isaac Wolffson. Ihre Mutter arbeitete als ehrenamtliche Inspektorin in der Bewahranstalt von Charlotte Paulsen und lehrte ihre Tochter, dass man zur Hilfeleistung verpflichtet und Kindererziehung besonders wichtig sei. Agnes Wolffson unterrichtete daher ab dem 17. Lebensjahr ohne Bezahlung deutschen Aufsatz und Geschichte an Paulsens Schule.
Wolffson hatte zwei Schwestern, die wie ihre Mutter von ihr gepflegt wurden und früh verstarben. Sie kümmerte sich gelegentlich um die vier Kinder ihres Bruders Albert Wolffson und reiste mit ihrem Vater nach Berlin, wo dieser die Reichsjustizgesetze und das Bürgerliche Gesetzbuch erarbeitete. Nach dem Tod ihres Vaters am 12. Oktober 1895 widmete sich Wolffson dank der Erbschaft der Wohlfahrt. Von den Zinsen des hinterlassenen großen Vermögens gründete sie drei Haushaltsschulen. Diese standen Volksschülerinnen im letzten Schuljahr offen, die auf ein späteres Eheleben vorbereitet werden sollten. Wolffson trug hierfür alle Aufwendungen und kümmerte sich persönlich um sämtliche Details. 1907 wurde der Haushaltungsunterricht an allen Volksschulen für Mädchen verpflichtend eingeführt. Wolffson sah damit ihr Ziel als erfüllt an und schenkte ihre drei Einrichtungen unentgeltlich der Stadt Hamburg.
Über ihr Engagement für Schulen hinaus setzte sich Wolffson für die hauswirtschaftliche Ausbildung „höherer Töchter“ ein. Sie arbeitete im Verein für Ferien-Wohlfahrtsbestrebungen mit und ließ in Hammerbrook ein Heim für Arbeiterinnen errichten. Der Staat überließ ihr hierfür Grund und Boden; die Baukosten und die Inneneinrichtung übernahm Wolffson selbst. Das Martha-Helene-Heim trug die Namen ihrer beiden verstorbenen Schwestern und umfasste neben 60 Einzelzimmern mehrere Gemeinschaftsräume. Zwei Tage nach Ausbruch des Ersten Weltkriegs richtete Wolffson hier die erste von später mehr als 100 Kriegsküchen ein, die sie bis 1920 selbst leitete. Diese Einrichtungen boten ohne oder gegen geringe Bezahlung eine Versorgung mit Nahrungsmitteln für arme Personen.
Aufgrund der deutschen Inflation verarmte Agnes Wolffson. Sie musste ihr Wohnhaus in der Baderstraße veräußern. Das Martha-Helene-Heim, das nur mit ihren Zuwendungen weiterhin existierte, ging, da es auf staatlichem Boden stand, vertragsgemäß 1923 in Staatsbesitz über. Agnes Wolffson verlangte auch hierfür keine Bezahlung. 

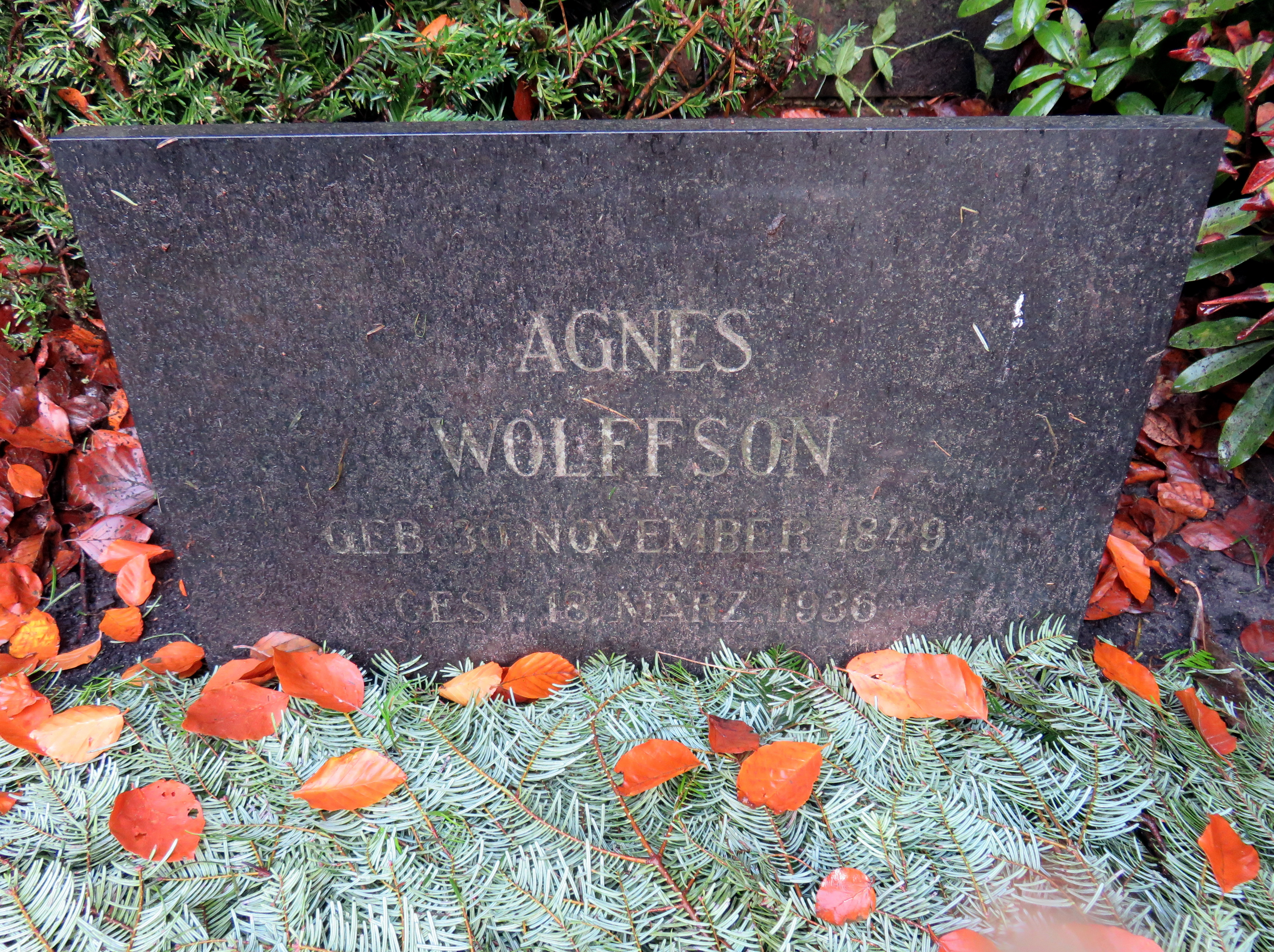
Kissenstein Agnes Wolffson im Familiengrab auf dem Friedhof Ohlsdorf

Damit sie nicht völlig verarmte, zahlte ihr der Staat ab 1925 eine jährliche Rente in Höhe von 5000 Reichsmark. Bürgermeister Carl Wilhelm Petersen teilte ihr dazu in einem Schreiben mit, dass der Hamburger Senat dies als Zeichen der Anerkennung und des Danks für ihre Verdienste verstehe, wenngleich man ihre Leistungen nie werde angemessen vergelten können. Zu ihrem 80. Geburtstag erhielt sie einen Blumenstrauß von Petersen und Alexander Zinn und Besuch von den Mitwirkenden aller Verbände, in denen sie mitgearbeitet hatte. Eine Hauswirtschaftsschule in der Hamburger Humboldtstraße wurde ihr zu Ehren in Agnes-Wolffson-Schule umbenannt.
Nach der Machtergreifung der Nationalsozialisten war Wolffson als Jüdin von der rassistischen Diskriminierung betroffen. Sie starb im März 1936 und wurde im Bereich der Familiengrabstätte Wolffson auf dem Ohlsdorfer Friedhof in Hamburg im Planquadrat S 11 bei Kapelle 1 beigesetzt. 
Erst nachdem sich ihre Familie zwei Jahre für ihr Andenken eingesetzt hatte, ließ die Hamburger Oberschulbehörde 1961 für die Schulküche Eschenweg eine Gedenktafel mit dem Titel „Agnes-Wolffson-Küche“ anfertigen. Seit 1985 erinnert die Agnes-Wolffson-Straße in Hamburg-Neuallermöhe an die Wohltäterin.